# Coupe du monde de snowboard 2011-2012
Navigation
Édition précédente Édition suivante
La 18e saison de Coupe du monde de snowboard a débuté le 27 août 2011 par des épreuves de halfpipe à Cardrona en Nouvelle-Zélande et se terminera le 18 mars 2012 à Valmalenco en Italie. Les épreuves masculines et féminines que compte cette saison sont organisées par la Fédération internationale de ski.

## Classements généraux
| Rang | Nom                | Points |
| ---- | ------------------ | ------ |
| 1    | Roland Fischnaller | 5690   |
| 2    | Andreas Prommegger | 5550   |
| 3    | Benjamin Karl      | 4880   |
| 4    | Simon Schoch       | 3526   |
| 5    | Aaron March        | 3420   |
| 6    | Siegfried Grabner  | 3360   |
| 7    | Rok Flander        | 2780   |
| 8    | Nevin Galmarini    | 2500   |
| 9    | Patrick Bussler    | 2430   |
| 10   | Zan Kosir          | 2200   |

| Rang | Nom                   | Points |
| ---- | --------------------- | ------ |
| 1    | Patrizia Kummer       | 5040   |
| 2    | Julia Dujmovits       | 4510   |
| 3    | Marion Kreiner        | 4410   |
| 4    | Amelie Kober          | 4380   |
| 5    | Ekaterina Tudegesheva | 4310   |
| 6    | Fraenzi Maegert-Kohli | 3540   |
| 7    | Julie Zogg            | 3370   |
| 8    | Isabella Laboeck      | 2990   |
| 9    | Tomoka Takeuchi       | 2580   |
| 10   | Anke Karstens         | 2500   |

| Rang | Nom              | Points |
| ---- | ---------------- | ------ |
| 1    | Pierre Vaultier  | 3852   |
| 2    | Andrey Boldykov  | 2930   |
| 3    | Nate Holland     | 2340   |
| 4    | Konstantin Schad | 2306   |
| 5    | David Speiser    | 2250   |

| Rang | Nom                 | Points |
| ---- | ------------------- | ------ |
| 1    | Dominique Maltais   | 4200   |
| 2    | Maelle Ricker       | 3950   |
| 3    | Alexandra Jekova    | 3760   |
| 4    | Nelly Moenne-Loccoz | 3460   |
| 5    | Lindsey Jacobellis  | 3000   |

| Rang | Nom                | Points |
| ---- | ------------------ | ------ |
| 1    | Andreas Prommegger | 6950   |
| 2    | Roland Fischnaller | 6930   |
| 3    | Benjamin Karl      | 5506   |
| 4    | Simon Schoch       | 4686   |
| 5    | Siegfried Grabner  | 3880   |

| Rang | Nom                   | Points |
| ---- | --------------------- | ------ |
| 1    | Patrizia Kummer       | 6840   |
| 2    | Amelie Kober          | 6180   |
| 3    | Julia Dujmovits       | 5400   |
| 4    | Marion Kreiner        | 5310   |
| 5    | Ekaterina Tudegesheva | 5070   |

| Rang | Nom                     | Points |
| ---- | ----------------------- | ------ |
| 1    | Janne Korpi             | 3990   |
| 2    | Dimi De Jong            | 2940   |
| 3    | Petja Piiroinen         | 1520   |
| 4    | Nathan Johnstone        | 1500   |
| 5    | Taku Hiraoka            | 1295   |
| 6    | Niklas Mattsson         | 1160   |
| 7    | Markus Malin            | 1150   |
| 8    | Antoine Truchon         | 1123   |
| 9    | Alexey Sobolev          | 1120   |
| 10   | Clemens Schattschneider | 1060   |

| Rang | Nom                | Points |
| ---- | ------------------ | ------ |
| 1    | Cai Xuetong        | 2000   |
| 2    | Queralt Castellet  | 1580   |
| 3    | Emma Bernard       | 1320   |
| 4    | Li Shuang          | 1300   |
| 5    | Lucile Lefevre     | 1290   |
| 6    | Sophie Rodriguez   | 1250   |
| 7    | Ursina Haller      | 1200   |
| 8    | Haruna Matsumoto   | 1050   |
| 9    | Charlotte van Gils | 1000   |
| 10   | Mirabelle Thovex   | 870    |

| Rang | Nom              | Points |
| ---- | ---------------- | ------ |
| 1    | Janne Korpi      | 2200   |
| 2    | Nathan Johnstone | 1500   |
| 3    | Dimi De Jong     | 1360   |
| 4    | Taku Hiraoka     | 1295   |
| 5    | Markus Malin     | 1150   |

| Rang | Nom               | Points |
| ---- | ----------------- | ------ |
| 1    | Cai Xuetong       | 2000   |
| 2    | Queralt Castellet | 1580   |
| 3    | Emma Bernard      | 1320   |
| 4    | Li Shuang         | 1300   |
| 5    | Lucile Lefevre    | 1290   |

| Rang | Nom               | Points |
| ---- | ----------------- | ------ |
| 1    | Dimi de Jong      | 1000   |
| 2    | Jonathan Versteeg | 800    |
| 3    | Maxence Parrot    | 600    |
| 4    | Ville Uotila      | 500    |
| 5    | Craig McMorris    | 450    |

| Rang | Nom                | Points |
| ---- | ------------------ | ------ |
| 1    | Charlotte van Gils | 1000   |
| 2    | Brooke Voigt       | 800    |
| 3    | Breanna Stangeland | 600    |
| 4    | Christina Gruber   | 500    |
| 5    | Shelly Gotlieb     | 450    |

| \| Rang \| Nom \| Points \| \| ---- \| --------------- \| ------ \| \| 1 \| Janne Korpi \| 1520 \| \| 2 \| Petja Piiroinen \| 1280 \| \| 3 \| Niklas Mattsson \| 1160 \| \| 4 \| Antoine Truchon \| 1078 \| \| 5 \| Alexey Sobolev \| 1050 \| |                 |        |
| Rang | Nom             | Points |
| 1 | Janne Korpi     | 1520   |
| 2 | Petja Piiroinen | 1280   |
| 3 | Niklas Mattsson | 1160   |
| 4 | Antoine Truchon | 1078   |
| 5 | Alexey Sobolev  | 1050   |

## Calendrier et podiums
Épreuves
| - Big air : BA - Half-pipe : HP - Slalom géant parallèle : PGS | - Slalom parallèle : PSL - Snowboardcross : SBX - Slopestyle : SBS |

### Hommes
| Date       | Lieu                 | Épreuve         | Vainqueur                               | Second                                       | Troisième                                  |
| ---------- | -------------------- | --------------- | --------------------------------------- | -------------------------------------------- | ------------------------------------------ |
| 28/08/2011 | Cardrona             | HP              | Janne Korpi                             | Zhang Yiwei                                  | Dimi de Jong                               |
| 13/10/2011 | Landgraaf            | PSL             | Roland Fischnaller                      | Aaron March                                  | Andreas Prommegger                         |
| 29/10/2011 | Londres              | BA              | Janne Korpi                             | Seppe Smits                                  | Joris Ouwerkerk                            |
| 03/11/2011 | Saas-Fee             | HP              | Iouri Podladtchikov                     | Ryo Aono                                     | Janne Korpi                                |
| 19/11/2011 | Stockholm            | BA              | Niklas Mattsson                         | Michael Macho                                | Alexey Sobolev                             |
| 15/12/2011 | Telluride            | PGS             | Benjamin Karl                           | Andreas Prommegger                           | Simon Schoch                               |
| 16/12/2011 | Telluride            | SBX             | Pierre Vaultier                         | Christopher Robanske                         | Nick Baumgartner                           |
| 17/12/2011 | Telluride            | SBX par équipes | France Pierre Vaultier Xavier de Le Rue | États-Unis Nick Baumgartner Jonathan Cheever | Norvège Joachim Havikhagen Stian Sivertzen |
| 17/12/2011 | Ruka                 | HP              | Markus Malin                            | Steve Krijbolder                             | Aleksi Kumpulainen                         |
| 21/12/2011 | Carezza              | PGS             | Roland Fischnaller                      | Benjamin Karl                                | Rok Flander                                |
| 22/12/2011 | Carezza              | PSL             | Benjamin Karl                           | Simon Schoch                                 | Siegfried Grabner                          |
| 13/01/2012 | Jauerling            | PSL             | Andreas Prommegger                      | Andrey Sobolev                               | Roland Fischnaller                         |
| 15/01/2012 | Bad Gastein          | PSL             | Roland Fischnaller                      | Aaron March                                  | Rok Flander                                |
| 19/01/2012 | Veysonnaz            | SBX             | Andrey Boldykov                         | Nate Holland                                 | Pierre Vaultier                            |
| 22/01/2012 | Veysonnaz            | SBX             | Nate Holland                            | Markus Schairer                              | Emanuel Perathoner                         |
| 28/01/2012 | Sudelfeld            | PGS             | Siegfried Grabner                       | Lukas Mathies                                | Andreas Prommegger                         |
| 08/02/2012 | Blue Mountain        | SBX             | Pierre Vaultier                         | David Speiser                                | Nick Baumgartner                           |
| 21/02/2012 | Stoneham             | SBX             | Pierre Vaultier                         | Nikolay Olyunin                              | Jonathan Cheever                           |
| 22/02/2012 | Stoneham             | PGS             | Andreas Prommegger                      | Manuel Veith                                 | Nevin Galmarini                            |
| 23/02/2012 | Stoneham             | HP              | Nathan Johnstone                        | Taku Hiraoka                                 | Janne Korpi                                |
| 25/02/2012 | Stoneham             | BA              | Antoine Truchon                         | Petja Piiroinen                              | Matts Kulisek                              |
| 26/02/2012 | Stoneham             | SBS             | Dimi De Jong                            | Jonathan Versteeg                            | Maxence Parrot                             |
| 03/03/2012 | Moscou               | PSL             | Roland Fischnaller                      | Simon Schoch                                 | Andreas Prommegger                         |
| 10/03/2012 | la Molina            | PGS             | Andreas Prommegger                      | Simon Schoch                                 | Benjamin Karl                              |
| 14/03/2012 | Chiesa in Valmalenco | SBX             | Stian Sivertzen                         | Alex Tuttle                                  | Tony Ramoin                                |
| 16/03/2012 | Chiesa in Valmalenco | SBX             | Konstantin Schad                        | Andrey Boldykov                              | Lluis Marin Tarroch                        |
| 17/03/2012 | Chiesa in Valmalenco | PGS             | Roland Fischnaller                      | Manuel Veith                                 | Ingemar Walder                             |

### Femmes
| Date       | Lieu                 | Épreuve         | Vainqueur                                    | Second                                 | Troisième                                             |
| ---------- | -------------------- | --------------- | -------------------------------------------- | -------------------------------------- | ----------------------------------------------------- |
| 28/08/2011 | Cardrona             | HP              | Cai Xuetong                                  | Holly Crawford                         | Ursina Haller                                         |
| 13/10/2011 | Landgraaf            | PSL             | Fränzi Mägert-Kohli                          | Ekaterina Tudegesheva                  | Marion Kreiner                                        |
| 03/11/2011 | Saas-Fee             | HP              | Queralt Castellet                            | Sophie Rodriguez                       | Ursina Haller                                         |
| 15/12/2011 | Telluride            | PGS             | Julia Dujmovits                              | Fränzi Mägert-Kohli                    | Amelie Kober                                          |
| 16/12/2011 | Telluride            | SBX             | Lindsey Jacobellis                           | Dominique Maltais                      | Déborah Anthonioz                                     |
| 17/12/2011 | Telluride            | SBX par équipes | France Nelly Moenne-Loccoz Deborah Anthonioz | Canada Dominique Maltais Maelle Ricker | États-Unis Lindsey Jacobellis Callan Chythlook-Sifsof |
| 17/12/2011 | Ruka                 | HP              | Lucile Lefevre                               | Emma Bernard                           | Ella Suitiala                                         |
| 21/12/2011 | Carezza              | PGS             | Caroline Calve                               | Amelie Kober                           | Marion Kreiner                                        |
| 22/12/2011 | Carezza              | PSL             | Patrizia Kummer                              | Isabella Laboeck                       | Anke Karstens                                         |
| 13/01/2012 | Jauerling            | PSL             | Patrizia Kummer                              | Ekaterina Tudegesheva                  | Marion Kreiner                                        |
| 15/01/2012 | Bad Gastein          | PSL             | Patrizia Kummer                              | Julie Zogg                             | Marion Kreiner                                        |
| 19/01/2012 | Veysonnaz            | SBX             | Lindsey Jacobellis                           | Alexandra Jekova                       | Dominique Maltais                                     |
| 22/01/2012 | Veysonnaz            | SBX             | Lindsey Jacobellis                           | Dominique Maltais                      | Alexandra Jekova                                      |
| 28/01/2012 | Sudelfeld            | PGS             | Amelie Kober                                 | Marion Kreiner                         | Ekaterina Tudegesheva                                 |
| 08/02/2012 | Blue Mountain        | SBX             | Dominique Maltais                            | Alexandra Jekova                       | Maelle Ricker                                         |
| 21/02/2012 | Stoneham             | SBX             | Maelle Ricker                                | Nelly Moenne-Loccoz                    | Deborah Anthonioz                                     |
| 22/02/2012 | Stoneham             | PGS             | Ekaterina Tudegesheva                        | Julia Dujmovits                        | Julie Zogg                                            |
| 23/02/2012 | Stoneham             | HP              | Cai Xuetong                                  | Li Shuang                              | Haruna Matsumoto                                      |
| 26/02/2012 | Stoneham             | SBS             | Charlotte Van Gils                           | Brooke Voigt                           | Breanna Stangeland                                    |
| 03/03/2012 | Moscou               | PSL             | Patrizia Kummer                              | Julia Dujmovits                        | Julie Zogg                                            |
| 10/03/2012 | la Molina            | PGS             | Patrizia Kummer                              | Amelie Kober                           | Julie Zogg                                            |
| 14/03/2012 | Chiesa in Valmalenco | SBX             | Maelle Ricker                                | Alexandra Jekova                       | Nelly Moenne-Loccoz                                   |
| 16/03/2012 | Chiesa in Valmalenco | SBX             | Jacqueline Hernandez                         | Nelly Moenne-Loccoz                    | Zoe Gillings                                          |
| 17/03/2012 | Chiesa in Valmalenco | PGS             | Amelie Kober                                 | Patrizia Kummer                        | Julia Dujmovits                                       |